# John Farnham
John Peter Farnham (Dagenham, Essex, 1 de julho de 1949) mais conhecido por John Farnham, é um cantor anglo-australiano. Foi vocalista da banda Little River Band, e seu álbum solo Whispering Jack é o álbum mais vendido da Austrália. O seu tema "You´re the voice" foi um sucesso mundial.